# Анна: от 6 до 18
«Анна: от 6 до 18» — документальный фильм-эксперимент Никиты Михалкова, снимавшийся с 1980 по 1993 год и посвящённый взрослению дочери режиссёра, Анны. Сама Михалкова неоднократно заявляла, что картина ей категорически не нравится, объясняя это тем, что считает её «препарированием своей личной жизни» и «эксгибиционизмом души».
Первая часть своеобразной семейной трилогии Михалкова, в которую вошли также документальные  фильмы «Мама» и «Отец».

## Сюжет
Дочь кинорежиссёра Анна в течение 12 лет (от 6 до 18) отвечает на одни и те же вопросы своего отца. Ответы девочки монтируются с хроникой тех лет, во время которых задавались вопросы. Сквозь призму ответов Ани проходит множество ключевых событий: смерть генсеков Л. И. Брежнева, Ю. В. Андропова, К. У. Черненко, перестройка и распад СССР.

## Участники фильма
- Анна Михалкова
- Надежда Михалкова
- Никита Михалков
- Артём Михалков

## Награды
- «Серебряный голубь» МКФ документальных фильмов в Лейпциге (1994 г.)
- Гран-при Международного кинофорума славянских и православных народов «Золотой витязь» (1994 г.)
- Гран-при «Золото Лiстапада» Минского международного кинофестиваля «Лiстапад» (1994 г.)
- Приз за лучший документальный фильм на международном кинофестивале в Хэмптонсе (1996 г.)